# (85182) 1991 AQ
1991 أي كيو (ويعرف أيضًا باسم (85182) 1991 أي كيو وفق تسمية الكوكب الصغير) (بالإنجليزية: 1991 AQ)‏ هو كويكب ضمن حزام الكويكبات؛ وترتيبه 85182 من حيث الاكتشاف.
اكتُشف هذا الجُرم الفلكي بواسطة اليانور إف. هيلين في 14 يناير 1991.

## وصلات خارجية
- (85182) 1991 AQ في قاعدة بيانات مختبر الدفع النفاث لأجرام النظام الشمسي الصغيرة

- الاكتشاف · مخطط المدار ·  العناصر المدارية · المعلمات المادية

- (85182) 1991 AQ على موقع ويكي سكاي: DSS2, SDSS, GALEX, IRAS, Hydrogen α, X-Ray, Astrophoto, Sky Map, Articles and images